# Новодмитриевская
Новодми́триевская — станица в Северском районе Краснодарского края, центр Новодмитриевского сельского поселения.

## География
Станица расположена на речке Шебш (левый приток Кубани, впадает в р. Афипс), возле посёлка Афипский, где расположена ближайшая железнодорожная станция. Расстояние до Краснодара — 29 км. Благодаря специфическим природным условиям и расположению является лучшим местом для охоты и рыбалки.

## Население
| 2002 | 2010  | 2021  |
| ---- | ----- | ----- |
| 5163 | ↗5244 | ↗5862 |

## История

Братская могила и воинский мемориал в Новодмитриевской

Станица основана в 1864 году. Первые жители — казаки-переселенцы из станиц Прочноокопской, Успенской и Староминской.
Во время Великой Отечественной войны станица была захвачена немецкими войсками. 20 января 1943 года Красная Армия начала наступление на Новодмитриевскую. По воспоминаниям политрука взвода конной разведки 221-го стрелкового полка 61-й дивизии Р. Т. Микаэляна, в окрестностях станицы, в районе Аульной балки велись особенно ожесточённые бои. Станица несколько раз переходила из рук в руки. 419 бойцов его полка погибли.

## Административное устройство
В состав Новодмитриевского сельского поселения кроме станицы Новодмитриевской входят также:
- хутор Новый,
- х. Оазис,
- х. Шуваев.